# Sacramentaire de Charles le Chauve
Le sacramentaire de Charles le Chauve est un fragment de manuscrit enluminé incomplet de l'époque carolingienne conservé au département des manuscrits de la Bibliothèque nationale de France à Paris sous la cote Ms. lat. 1141.

## Historique
Ce sacramentaire a été composé vers 869-870 par l'école du palais de Charles le Chauve. On ignore où se trouvait le scriptorium qui l'a produit, car l'abbaye Saint-Martin de Tours a été détruite en 853. L'abbaye de Saint-Denis et l'abbaye de Corbie ont un temps été avancées, mais l'hypothèse est rejetée depuis. François Heber-Suffrin a avancé l'hypothèse qu'il puisse avoir été produit à Metz, sur des critères stylistiques. Il aurait été donné à la cathédrale Saint-Étienne de Metz à l'occasion du couronnement de Charles le Chauve comme roi de Lotharingie vers 869. Il est proche dans ses décorations de deux autres manuscrits ayant le même commanditaires : le Codex Aureus de Saint-Emmeran et la Bible de Saint-Paul-hors-les-Murs,.
On a pensé que le manuscrit a été conservé jusqu'au XVIIe siècle à Metz. Cependant, une note inscrite dans une copie de ce manuscrit (BNF, Lat.9447) indique qu'il est passé par l'abbaye de Jumièges avant d'entrer en possession du bibliophile Jean Ballesdens. Le manuscrit est acquis par Colbert en 1675 (n° 1844). Il est légué à la Bibliothèque royale en 1732 par ses héritiers, dont les fonds appartiennent aujourd'hui à la Bibliothèque nationale de France.

## Titre
Il s'agit d'un des manuscrits de Sacramentarium Gregorianum Hadrianum, selon le nom de saint Grégoire sancto Gregorio papa romano. Le titre en capitales or, vert et vermillon s'indique sur le folio 1 : « In nomine Domini. Incipit liber sacramentorum de circulo anni, a sancto Gregorio papa romano editus, qualiter missa romana celebratur, hoc est, imprimis introitus qualis fuerit statutis temporibus, sive diebus festis seu contidianis diebus ... ».

## Description
Le manuscrit comporte dix folios de parchemin de vélin mesurant 27 cm sur 21 cm. Il est considéré comme inachevé, le contenant que le début du canon de la messe. Le texte manque de mot Amen. Les quelques pages qui le composent sont ornées de deux grandes lettrines historiées et cinq miniatures dont quatre en pleine page. Les pages de texte sont luxueusement bordées et rédigées en partie de lettres d'or ou à la plume pourpre.
La première miniature (folio 2v) représente une scène de sacre, un roi debout dans un costume court recevant la couronne de deux archevêques en habit liturgique. Le roi, d'après son costume a été identifié à Charles le Chauve, mais la jeunesse du visage en fait douter. Il pourrait s'agir d'une simple représentation allégorique. La seconde miniature en face (folio 3r) représente saint Grégoire le Grand qui est selon la tradition l'auteur du Sacramentaire grégorien. 
Une première représentation du Christ (folio 5r) le représente en gloire, dans une mandorle, trônant sur la sphère universelle et entouré des évangélistes et leurs symboles, de 10 anges et d'un séraphin. La miniature suivante représente la hiérarchie céleste, en cinq registres, avec trois anges, puis six apôtres (dont saint Pierre), sept saints martyrs avec la palme, six saints clercs tonsurés, trois saintes précédées de la Vierge. En face (folio 6r), se trouve une autre représentation du Christ en gloire au-dessus du texte du Sanctus, entouré de deux symboles antiques : une allégorie de l'eau sous la forme d'Océan, le titan et Terre sous la forme d'une femme allaitant deux enfants.
Dans la Crucifixion (folio 6v), la Croix devient le T majuscule. Le Christ a le regard paisiblement orienté vers la droite, ne semble pas souffrir et a vaincu le mal symbolisé par le serpent.

"
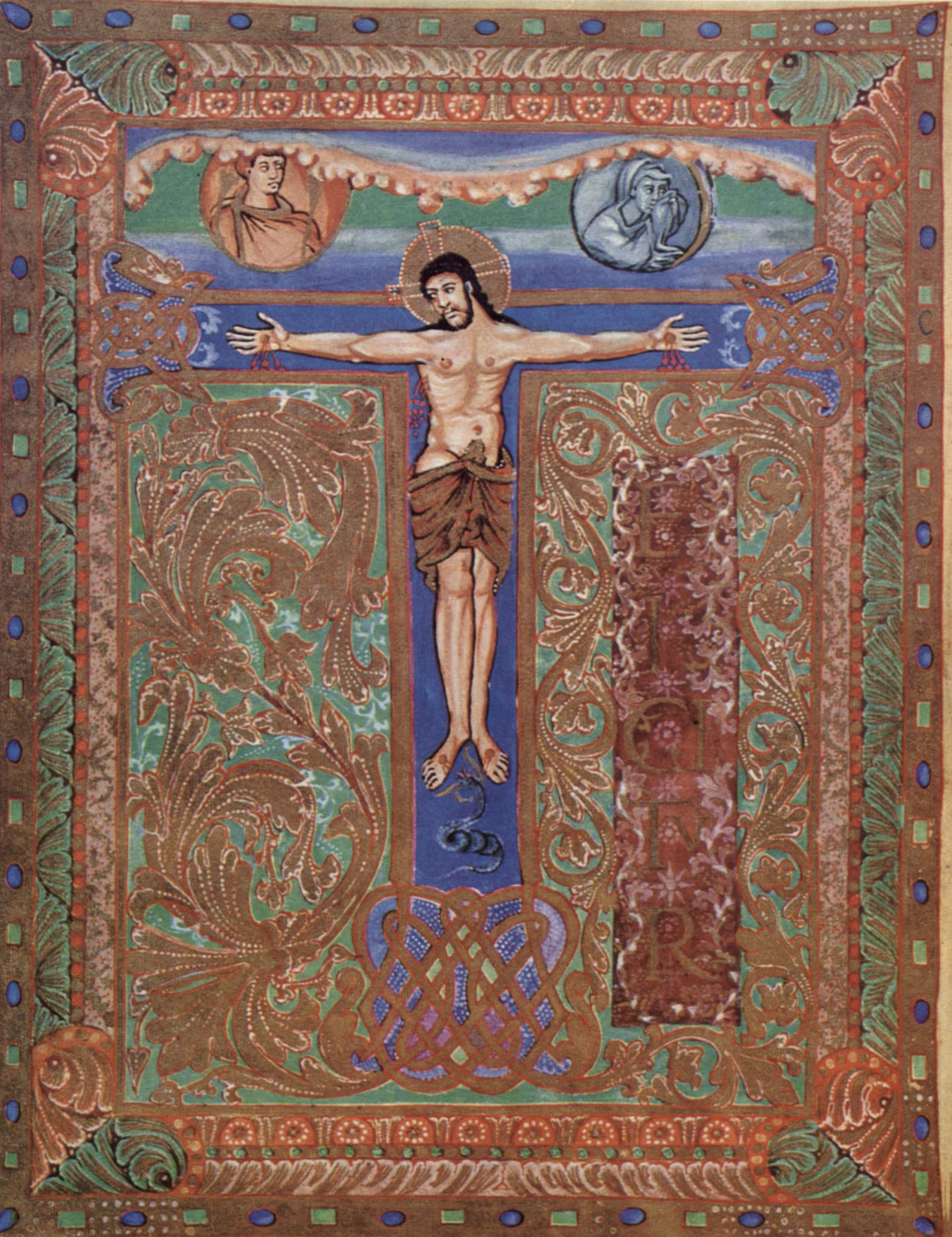
Folio 6v, page du Te igitur, le T reprenant la croix de la Crucifixion[v 2]
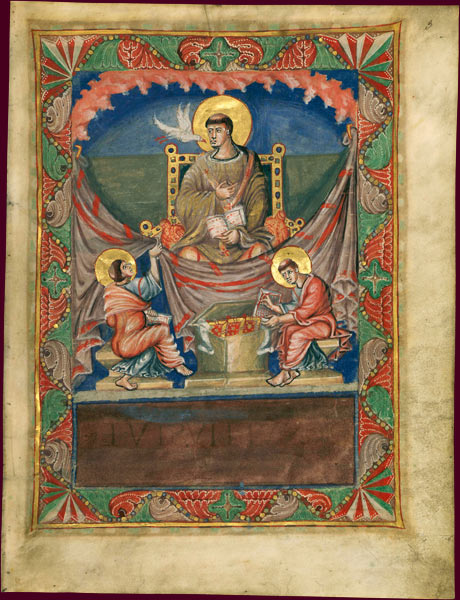
Folio 3r, Saint Grégoire dictant sous l'inspiration de la colombe du Saint Esprit à ses scribes[v 2]